# Жіноча збірна Індії з хокею із шайбою
Жіноча збірна Індії з хокею із шайбою — національна жіноча збірна Індії, яка представляє свою країну на міжнародних змаганнях з хокею із шайбою. Функціонування команди забезпечується Асоціацією хокею Індії, яка є членом ІІХФ.

## Історія
Свій перший турнір зіграла провела свої перші матчі на турнірі в 3-у розіграші Кубку виклику Азії (перший дивізіон), що проводиться під егідою Міжнародної федерації хокею із шайбою (ІІХФ). Турнір відбувався з 22 по 26 березня 2016 року у Республіці Китай. Усі чотири матчі збірна Індії програла, посівши останнє п'яте місце.
Наступного року Індія здобула першу перемогу, обігравши Філіппіни 4–3. Але команда також зазнала своєї найбльшої поразки від Таїланду з рахунком 1–20.
У 2019 році збірна Індії фінішувала третьої в першому дивізіоні обігравши Кувейт 11–0.
На турнірі 2023 року посіла підсумкове четверте місце поступившись в матчі за третє місце Сінгапуру 1–3.